# 라프토 기념상
라프토 기념상(Thorolf Rafto Memorial Prize, Rafto Prize)은 노르웨이의 라프토 인권 재단(The Rafto Foundation)에서 세계적으로 인권에 힘쓴 인사나 단체를 선정하여 주는 상이며, 소련과 동구 사회주의권의 민주화운동을 지원하다가 작고한 노르웨이 베르겐 대학교 교수인 토롤프 라프토(Thorolf Rafto, 1922 ~ 1986)를 기리기 위해 동료 교수들과 제자들이 1986년 11월 설립하였다.

## 주요 수상자
| 수상 년도 | 수상자                         | 국적             |
| --------- | ------------------------------ | ---------------- |
| 1987년    | 이르지 하예크                  | 체코슬로바키아   |
| 1990년    | 아웅산수찌                     | 미얀마           |
| 1991년    | 옐레나 본네르                  | 러시아           |
| 1993년    | 동티모르 국민                  | 동티모르         |
| 1995년    | 러시아 병사 어머니 위원회 연합 | 러시아           |
| 2000년    | 김대중                         | 대한민국         |
| 2001년    | 시린 에바디                    | 이란             |
| 2004년    | 레비야 카디르                  | 중화인민공화국   |
| 2006년    | 틱꽝도                         | 베트남           |
| 2008년    | 불람보 렘벨렘베 조수에         | 콩고 민주 공화국 |
| 2011년    | 프랭크 무기샤                  | 우간다           |
| 2012년    | 니모 배시                      | 나이지리아       |

## 같이 보기
- 노벨 평화상